# Misionero
Se llama misionero a aquella persona cuyo objetivo principal es el anuncio del evangelio mediante obras y palabras entre aquellos que no creen. Esa forma de misión propiamente tal es conocida como ad gentes, es decir, hacia las gentes, gentiles o no cristianos, y se desarrolla en lugares donde el evangelio no ha sido suficientemente anunciado o acogido, o en ambientes refractarios ubicados más allá de las propias fronteras donde se dificulta la prédica y aceptación del mensaje.

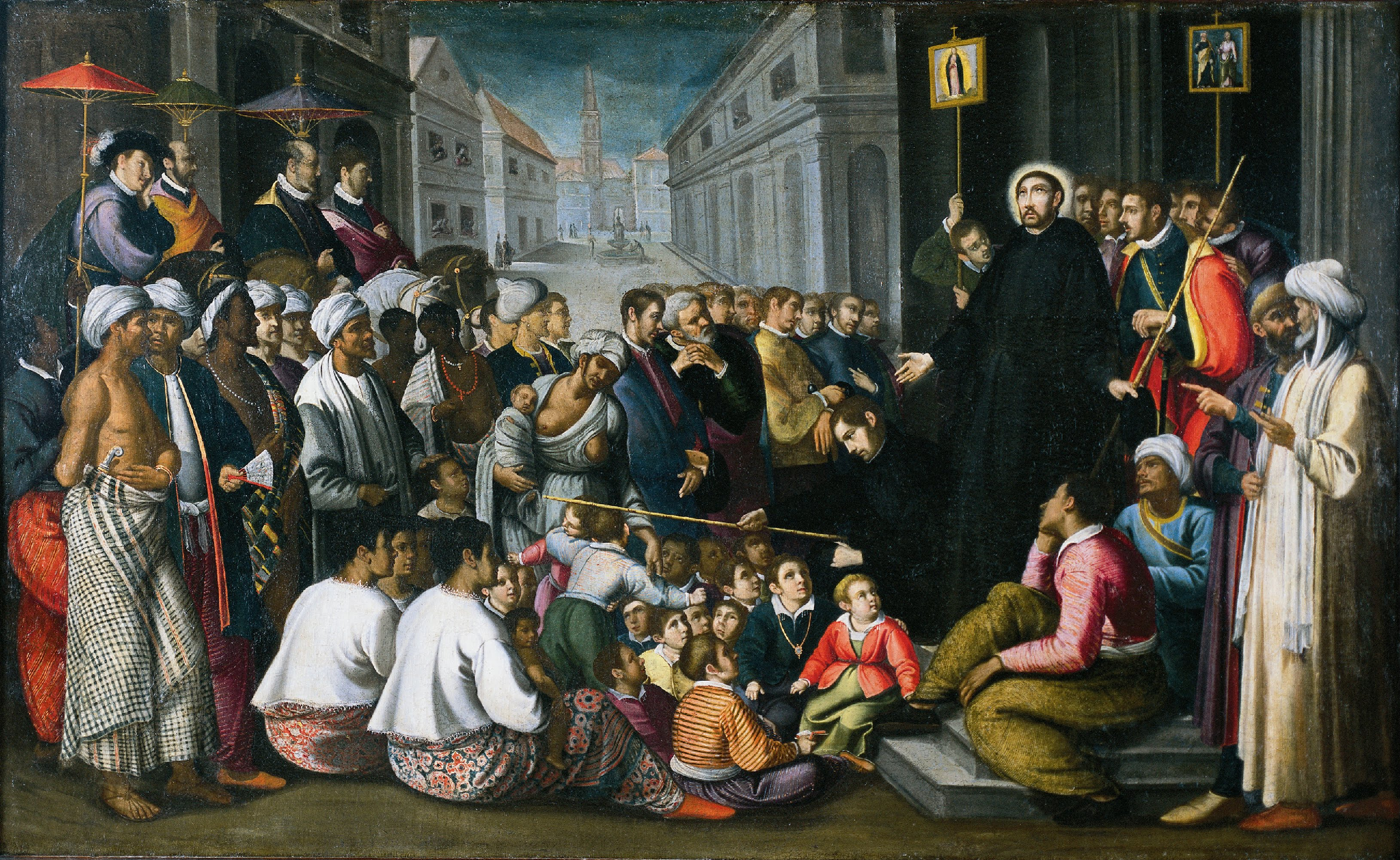
Francisco Javier predicando en Goa (1610), obra que muestra al misionero rodeado de sus seguidores.

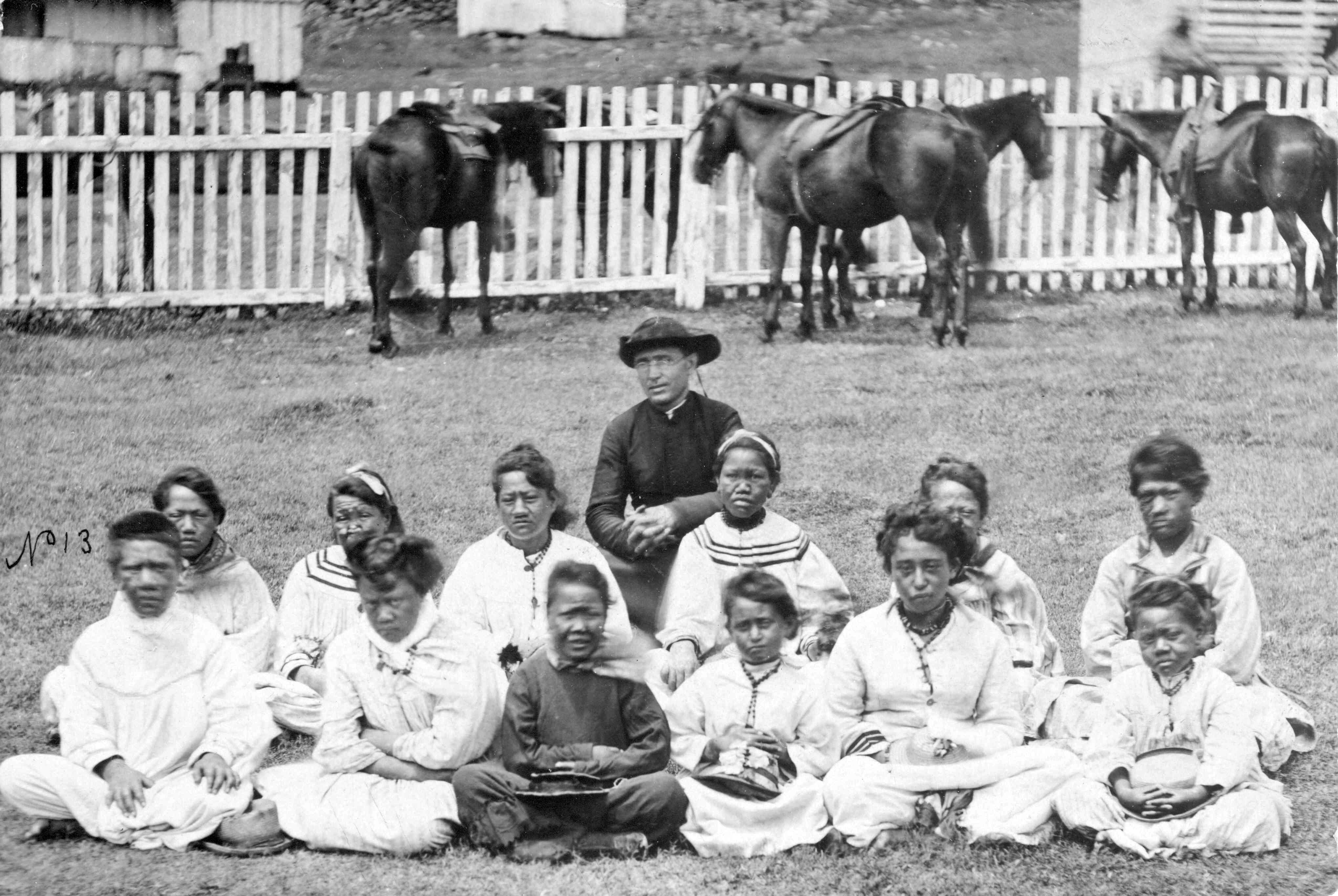
El sacerdote Damián de Veuster, ejemplo de misionero perteneciente a la congregación de Picpus, fotografiado con un grupo de leprosos en Kalaupapa, en la década de 1870

En la Historia del cristianismo, la idea de misión se aplica tanto a colectividades como a individuos e implica una forma de vocación, que se interpreta como un llamamiento positivo de Dios que «envia», para llevar un encargo o realizar un trabajo apostólico: la tarea de anunciar el evangelio, conforme al mandato final puesto en boca de Jesús de Nazaret en los Evangelios de Mateo y de Marcos:

«Id, pues, y haced discípulos a todas las gentes, bautizándolas en el nombre del Padre y del Hijo y del Espíritu Santo, y enseñándoles a guardar todo lo que yo os he mandado.»
Evangelio de Mateo 28:19-20a

Y les dijo: «Id por todo el mundo y predicad el evangelio a toda criatura».
Evangelio de Marcos 16:15

La palabra «misión» se habría originado en la década de 1590, cuando la Compañía de Jesús (jesuitas) envió a algunos de sus miembros al extranjero, ya que la vocación de la orden era «servir a Cristo en misión universal». Concretamente, entre 1581 y 1592, salieron de Lisboa 54 jesuitas con rumbo a la India, para seguir los pasos de Francisco Javier. La palabra se popularizó a partir de la traducción latina del pasaje bíblico en el que Cristo envía a sus discípulos a predicar en su nombre, y condujo a la definición de las misiones como los asentamientos fundados en tal carácter.
La palabra «misión» tiene también el sentido de trabajo, tarea, quehacer o cometido. Esta acepción más general permite además la concepción de un cierto carácter misionero en las personas, ministerios e instituciones, independientemente de su origen o de su condición religiosa o laical. El término, usado en sentido estricto en el marco del cristianismo, se puede utilizar también en sentido laxo para referir a otros credos o ideologías.

## La misión de Jesús de Nazaret

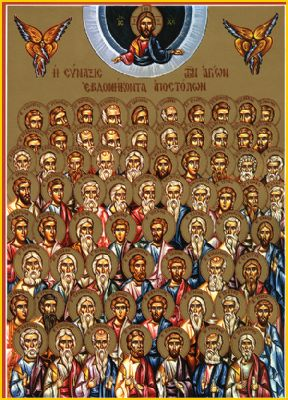
Ícono que representa a los discípulos enviados por Jesús de Nazaret a misionar, en alusión al pasaje del Evangelio de Lucas (Lucas 10, 1-11).

En los evangelios sinópticos, Jesús de Nazaret se presenta a los hombres como el enviado de Dios por excelencia, por lo cual al acogerlo o rechazarlo se acoge o se rechaza al que lo ha enviado, es decir, a Dios Padre. La conciencia que Jesús tiene de su misión (término de donde deriva la palabra «misionero») se explicita en frases características: «Yo he sido enviado...», «Yo he venido...», «El Hijo del hombre ha venido...» para anunciar el evangelio, para cumplir la ley y los profetas, para llamar no a los justos sino a los pecadores, para buscar y salvar lo que estaba perdido, para servir y dar su vida en rescate de muchos. Todos los aspectos de la obra de Jesús de Nazaret enlazan con esa misión, desde su primera predicación en Galilea hasta su muerte en la cruz.
La misión de Jesucristo aparece todavía en forma más evidente en el Evangelio de Juan. Allí, el único deseo de Jesús es hacer la voluntad del que lo ha enviado, realizar sus obras, y decir lo que aprendió del Padre, y pide a los hombres que crean en su misión.

## La misión de los apóstoles de Jesús
La misión de Jesús de Nazaret se prolongó con la de sus propios enviados, los doce apóstoles, que tornaron en misioneros para curar, y para anunciar el evangelio, enviados «como ovejas en medio de lobos». Además, Jesús envió delante de sí misiones más numerosas en discípulos. La misión de los apóstoles enlazó con la propia misión de Jesús: «Como el Padre me envió, yo también os envío a vosotros» (Juan 20, 21). Así, a todos los apóstoles se les atribuye haber muerto en ciudades o tierras de misión.

### Pablo de Tarso

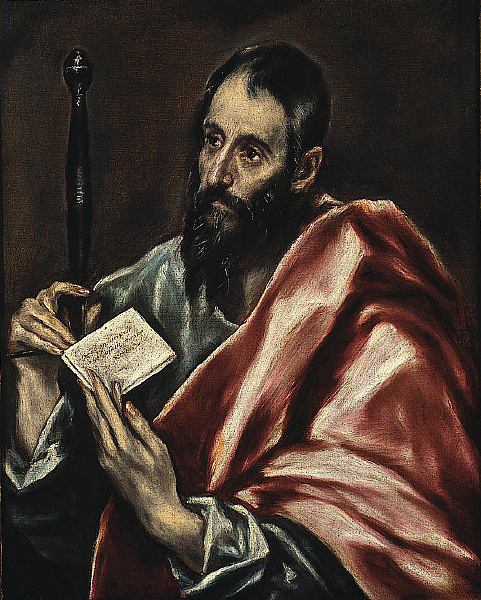
San Pablo por El Greco, atesorada en el Museo de Arte de San Luis. Se considera a Pablo de Tarso, Apóstol de las naciones, el prototipo del misionero cristiano.

Entre las personalidades del siglo I, Pablo de Tarso amerita una mención especial por haberse constituido en el motor de construcción y expansión del cristianismo en el Imperio romano, merced a su talento, a su convicción, y a su carácter indiscutiblemente misionero. Así había sido presentado el propio Pablo: como un instrumento de elección que llevaría el nombre de Jesús ante los gentiles, los reyes y los hijos de Israel.
Pablo hacía generalmente sus viajes a pie (2 Corintios 11, 26). El esfuerzo realizado por Pablo de Tarso en sus viajes es digno de mención. Si se cuenta únicamente el número de kilómetros de los tres viajes por Asia Menor, supera los 4 600 km según Josef Holzner.
A lo anterior habría que añadir los viajes por tierras de Europa y por mar, los caminos difíciles, las diferencias de altitud, etc. De una forma muy vívida, Pablo mismo describió en el pasaje siguiente lo que estos viajes implicaron:

En peligros de muerte he estado muchas veces. Cinco veces recibí de los judíos cuarenta azotes menos uno. Tres veces fui azotado con varas; una vez fui apedreado; tres veces padecí naufragio; un día y una noche pasé en el abismo. Viajes frecuentes; peligros de ríos; peligros de salteadores; peligros de los de mi raza; peligros de los gentiles; peligros en la ciudad; peligros en despoblado; peligros en el mar; peligros entre falsos hermanos; trabajos y fatigas; noches sin dormir, muchas veces; hambre y sed; muchos días sin comer; frío y desnudez. Y aparte de otras cosas, mi responsabilidad diaria: la preocupación por todas las Iglesias. ¿Quién desfallece sin que desfallezca yo? ¿Quién sufre escándalo sin que yo me abrase?
2 Corintios 11:23c-29

El teólogo protestante alemán Gustav Adolf Deissmann enfatizó el punto al comentar que sentía «indecible admiración» a vista del esfuerzo puramente físico de Pablo, que con toda razón podía decir de sí mismo que «azotaba su cuerpo y lo domaba como a un esclavo».

## Misioneros cristianos
El número de misioneros cristianos a lo largo de la historia es difícil de calcular. Una obra moderna recopila 2400 personalidades conocidas desde los inicios del cristianismo hasta el presente, que representan a la Iglesia católica, la Iglesia ortodoxa, la Comunión anglicana, las Iglesias protestantes, pentecostales, independientes e indígenas, de los cuales cerca de un centenar fueron mártires.

### En la Iglesia católica
Algunos de los misioneros citados, particularmente los de los primeros siglos, son reconocidos y conmemorados además por otras denominaciones cristianas, como la Iglesia ortodoxa.

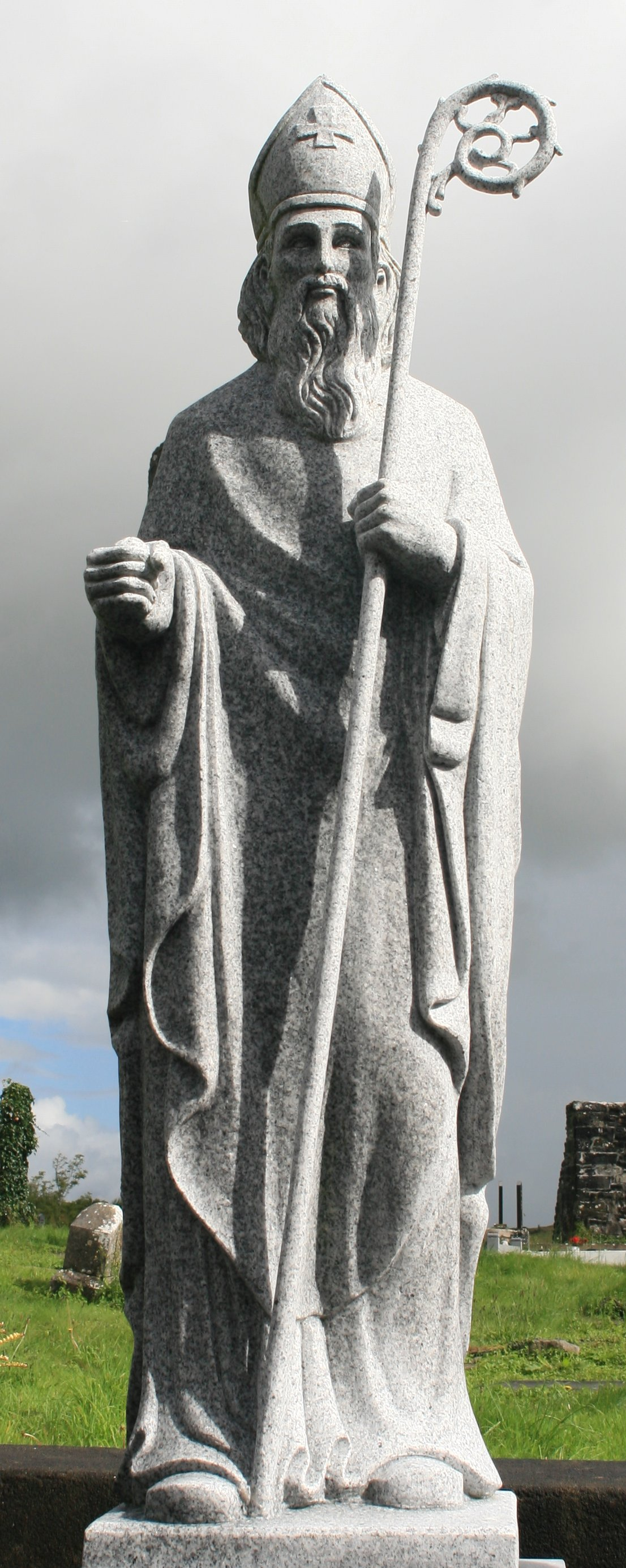
Patricio de Irlanda (ca. 377/390-461/464), misionero y santo patrono de Irlanda. Como todo trabajo apostólico característico de áreas de primera evangelización, su misión atravesó obstáculos duros que incluyeron robos, calumnias, falsas acusaciones y amenazas de muerte.
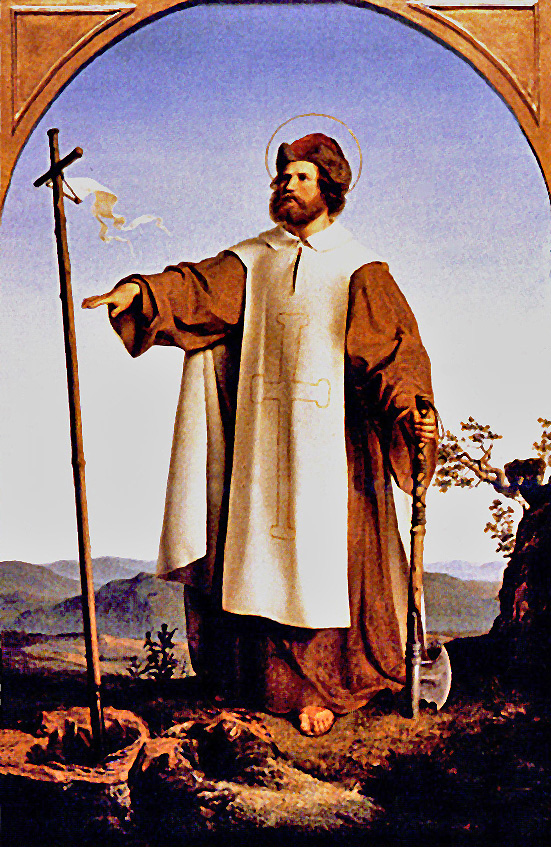
Bonifacio Winfrido, mártir (672/675-755), el «apóstol de los germanos», a quien Gregorio II invistió con el título de legatus apostólico, con el mandato de evangelizar a las Germanicae gentes que más tarde extendió Zacarías a toda la región de las Galiae. Murió bajo golpe de espada.
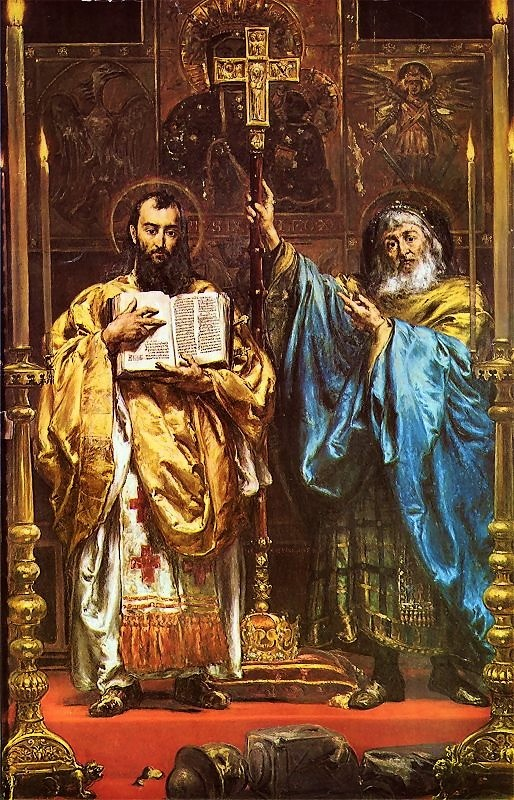
Los dos hermanos Cirilo y Metodio (siglo IX), nacidos en Tesalónica, fueron misioneros en Crimea y después en el Imperio de la Gran Moravia. Se los venera en las Iglesia ortodoxa y católica como apóstoles de los eslavos. Juan Pablo II los declaró patronos de Europa el 31 de diciembre de 1980.
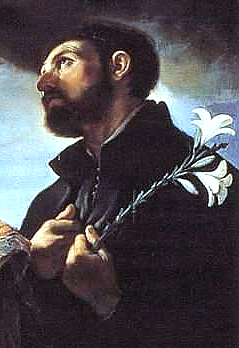
Francisco Javier (1506-1552), llamado el «apóstol de la India», evangelizó la India, China y Japón, entre otros. Siempre entre enfermos, leprosos, salvajes, presos o pobres, con lenguas muy difíciles de aprender, se le considera una figura exponencial del misionero. Canonizado en 1622.
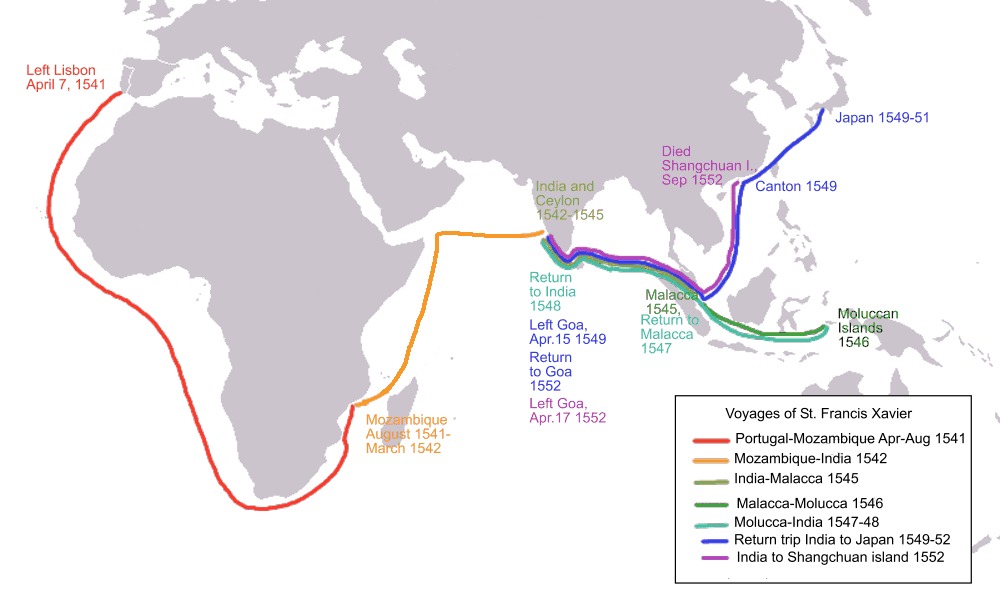
Mapa de viajes de Francisco Javier, patrono de las misiones. Partiendo desde Lisboa, sus viajes se acercan a los 100 000 km, a pie o en embarcaciones molestísimas, con climas extremos en frío o calor, y entre peligros siempre.
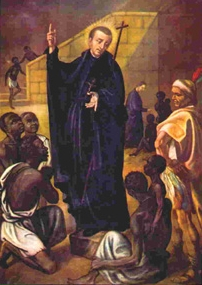
Pedro Claver (1580-1654), quien convirtió esclavos por millares en Cartagena de Indias, fue canonizado en 1888. Declarado patrono de las misiones entre los negros el 7 de julio de 1896 por León XIII, y defensor de los derechos humanos en 1985.
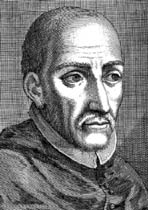
Toribio de Mogrovejo (1538-1606), misionero español, arzobispo de Lima y organizador de la Iglesia católica en el virreinato del Perú. Canonizado en 1726.
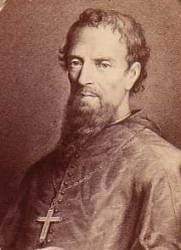
Laurent-Joseph-Marius Imbert (1796-1839), obispo misionero francés en Asia, ejecutado por su fe en el Reino de Joseon (Corea). Canonizado en 1984.
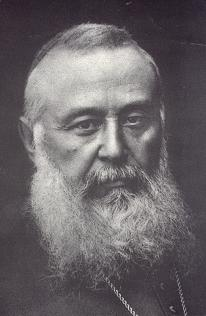
Charles Martial Lavigerie (1825-1892), figura señera en la lucha contra la esclavitud en África, fundador de la Sociedad de los Misioneros de África (Padres Blancos).
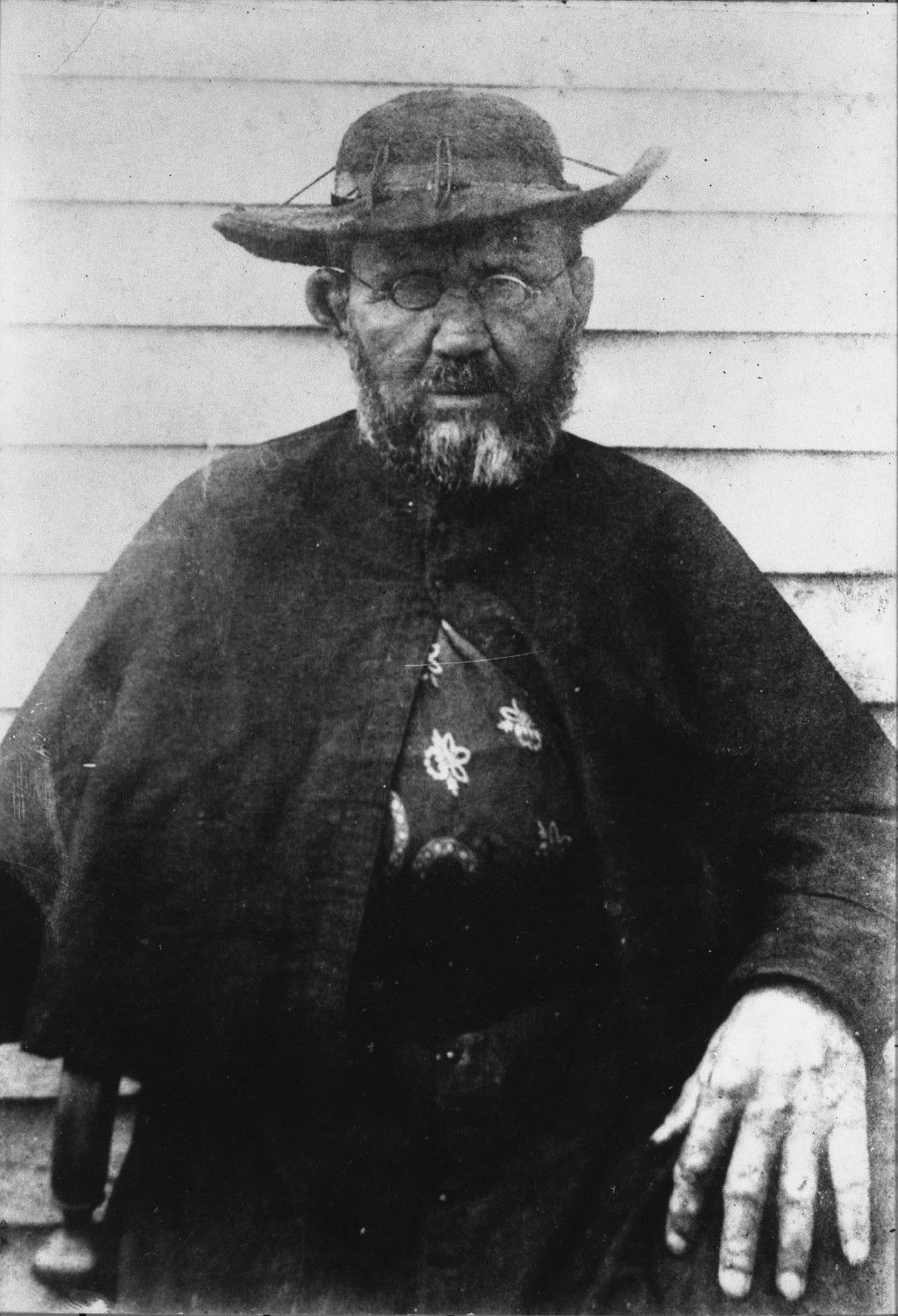
Damián de Molokai (1840-1889), misionero belga que murió leproso entre los leprosos en el Reino de Hawái. Canonizado en 2009.
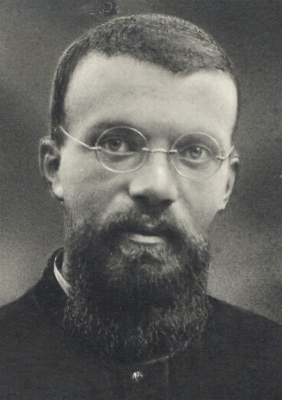
Calixto Caravario (1903-1930), sacerdote salesiano italiano, misionero en China donde murió asesinado a los 26 años. Canonizado en 2000.
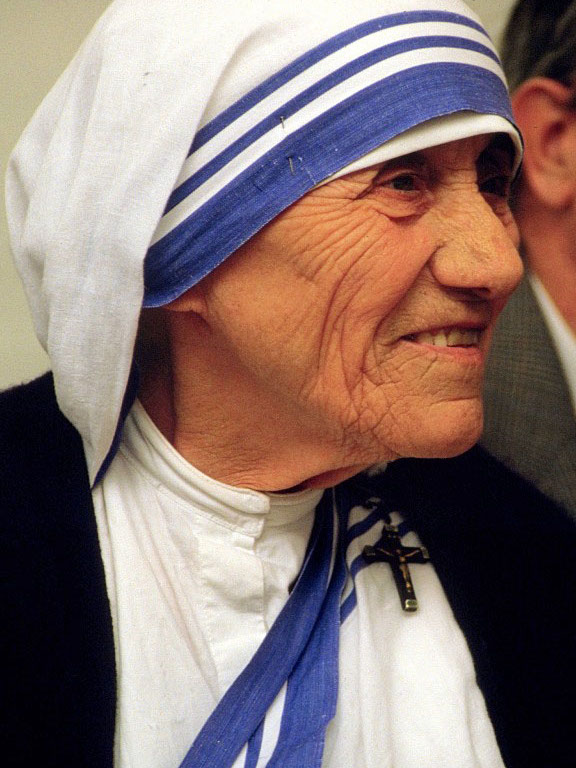
Teresa de Calcuta (1910-1997), fundadora de la congregación de las Misioneras de la Caridad, galardonada con el premio Nobel de la Paz en 1979. Canonizada en 2016.

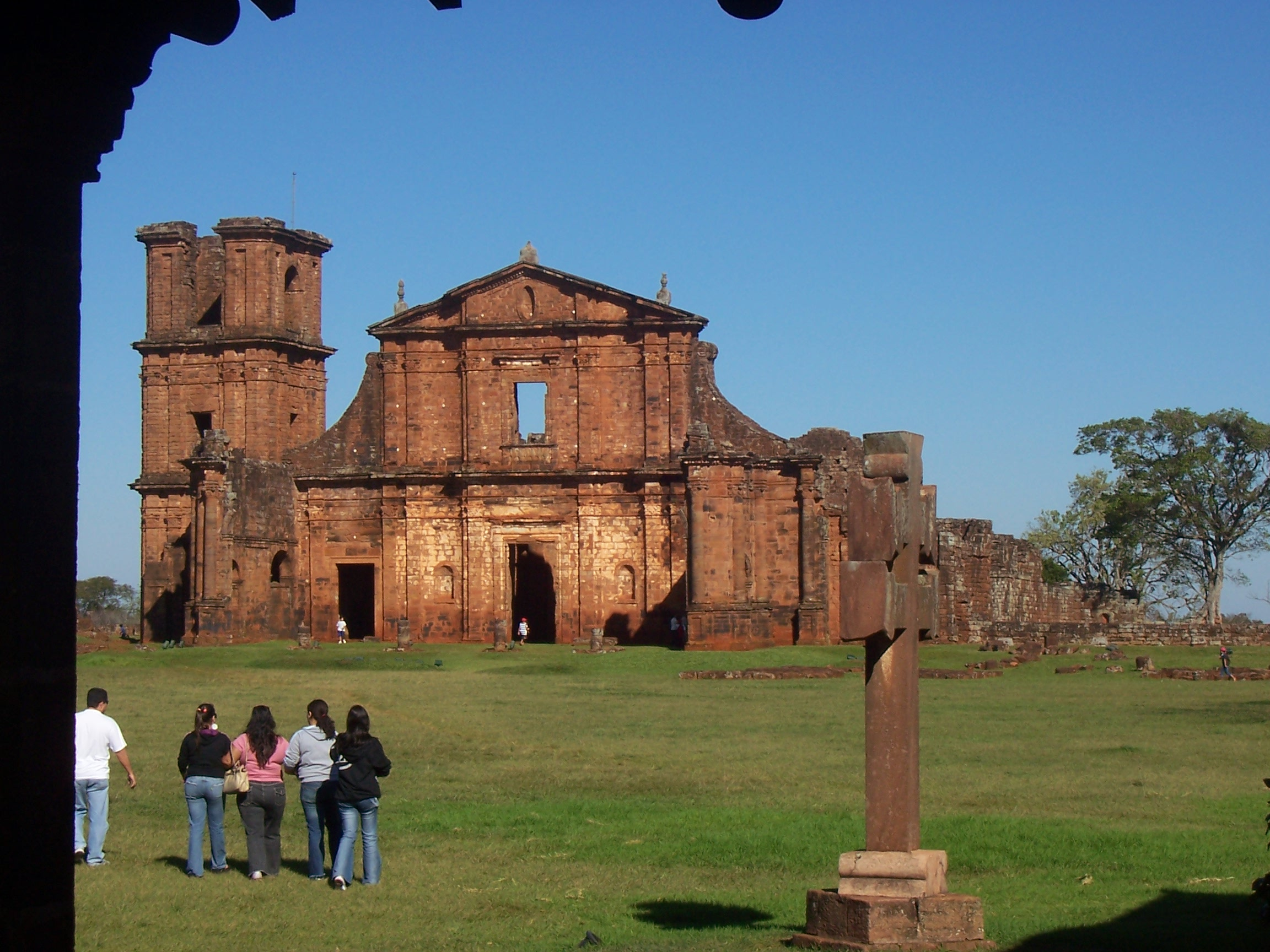
Reducción jesuítica de San Miguel Arcángel, en Brasil, la primera en ser declarada Patrimonio de la Humanidad por la Unesco en 1983.

Durante la conquista y colonización española y portuguesa de América, los misioneros eran los encargados de construir asentamientos en las zonas más alejadas de los centros cívicos de la época. También eran los encargados de evangelizar a los naturales de esas zonas. En la evangelización de  Hispanoamérica, los jesuitas y religiosos de otras congregaciones a menudo defendieron los derechos de los nativos, frente a la corriente que tomaron muchos colonos hispanos. Fueron partidarios de perpetuar el idioma de los nativos, a la vez que les animaron a aprender español. Algunos grupos misioneros reconocidos son: Instituto del Verbo Encarnado, Cáritas, Carmelitas, Cartujos, Dominicos, Franciscanos, Hermanas de la Caridad, Misioneras de la Caridad, Hermanos de la Caridad Contemplativos, Jesuitas, Mercedarios, Misioneros Josefinos, Hermanos de las Escuelas Cristianas, Orden de los Hermanos Betlemitas, Misioneros Combonianos, Claretianos, Salesianos, y Padres Blancos.

#### Otros misioneros católicos

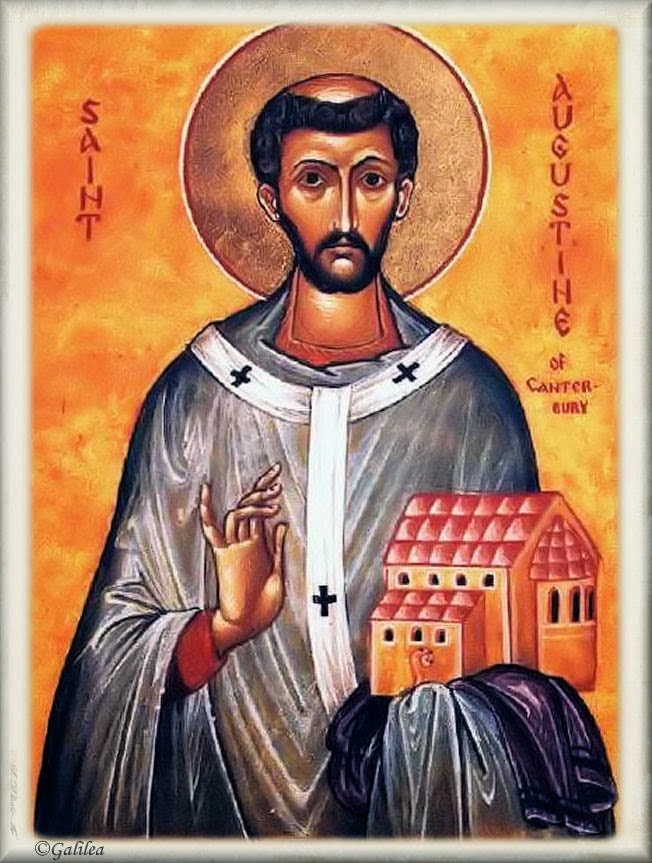
Agustín de Canterbury (¿534?-ca. 604), apóstol de Inglaterra, misionero celebrado por la Iglesia católica y la Iglesia ortodoxa.

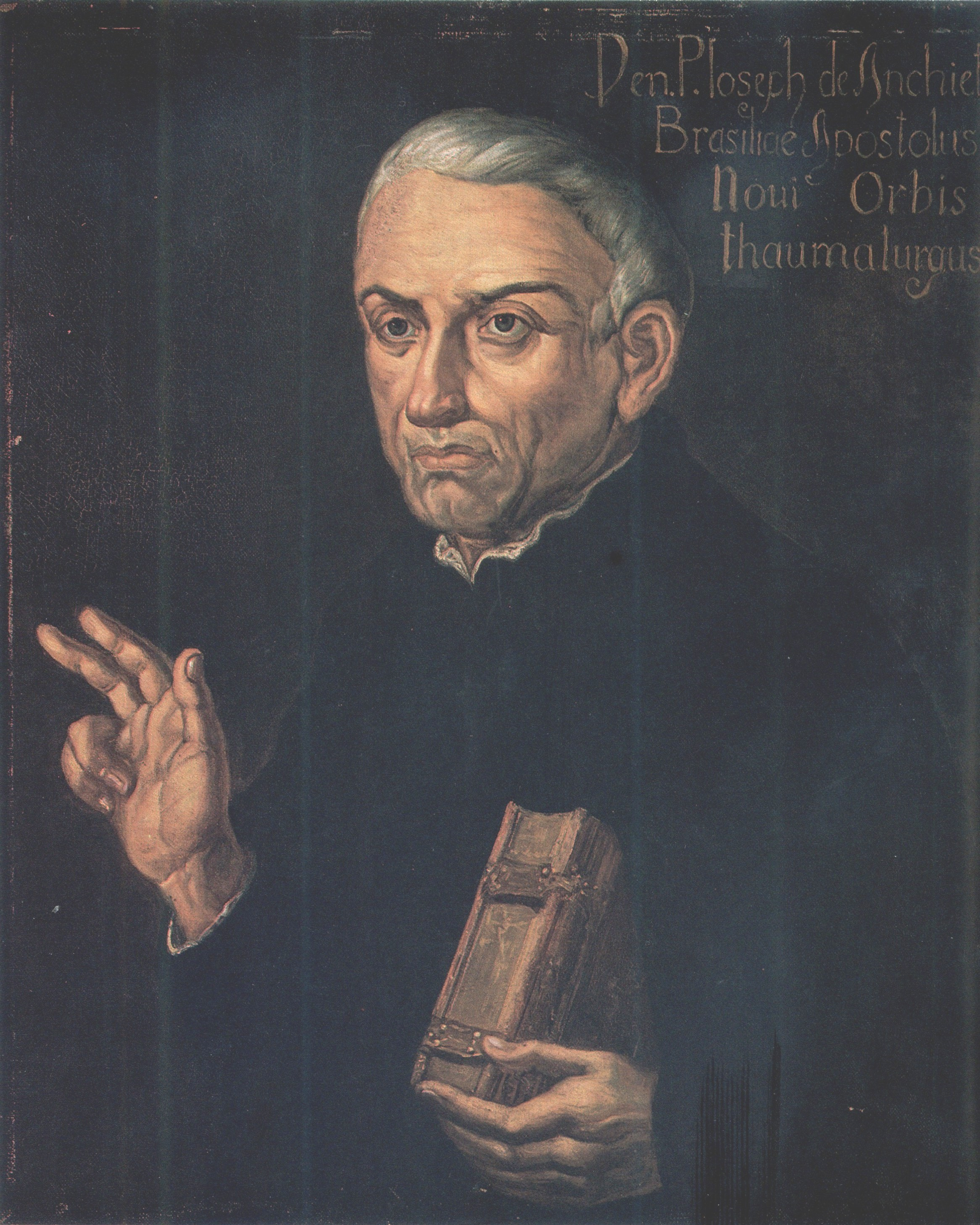
José de Anchieta (1534–1597), misionero jesuita español en Brasil, canonizado en 2014 por el papa Francisco.

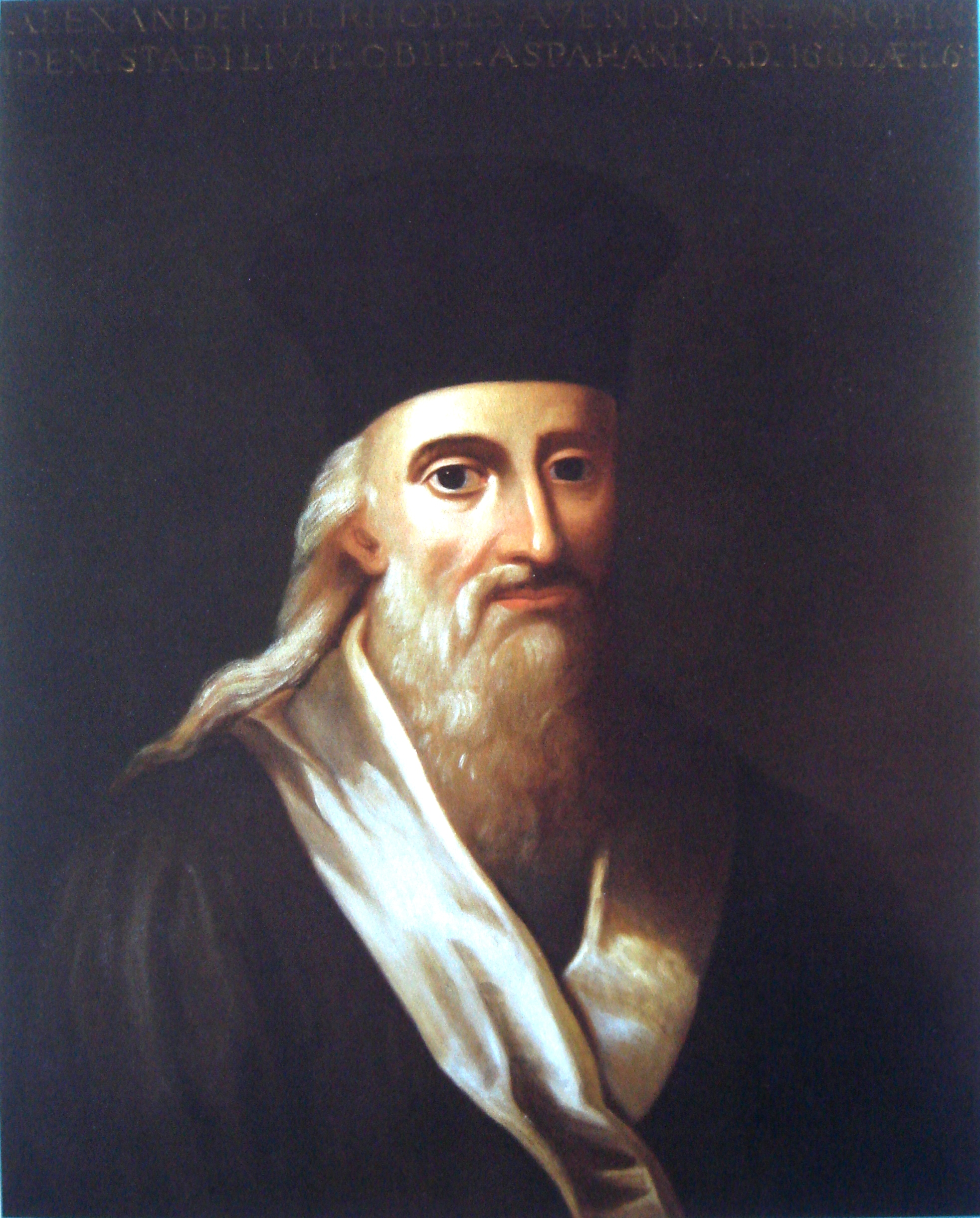
Alexandre de Rhodes (1591-1660), jesuita francés, misionero en la India, Indochina y Persia.

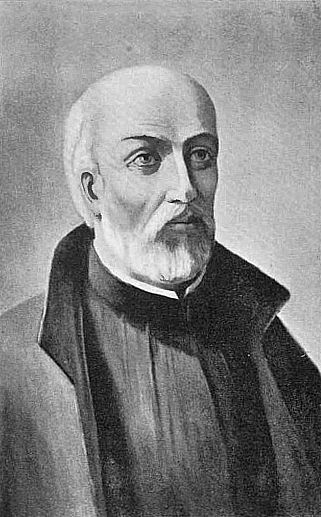
Juan de Brébeuf (1593- 1649), misionero jesuita francés, pionero y mártir de la evangelización de Canadá, canonizado en 1930.

- Dionisio de París (siglo III), misionero, apóstol de las Galias, y mártir.
- Frumencio de Aksum (siglo IV), misionero en el reino de Aksum, en el noreste de África, y apóstol de Etiopía.
- Niniano de Galloway (muerto hacia 432), santo conocido como el Apóstol de los pictos del sur, fue el primer predicador del evangelio entre los pictos en el territorio que hoy comprende Escocia.
- Martín de Braga (510/5-579/80]], romano de la antigua provincia de Panonia, fue el apóstol de los suevos.
- Agustín de Canterbury (siglo VI), apóstol de Inglaterra, lideró la misión gregoriana que tuvo por destinatarios a los pueblos anglosajones.
- Aidano de Lindisfarne (siglo VII), monje y misionero irlandés,  apóstol de Northumbria. Se lo venera en las Iglesias católica y ortodoxa, y en la Comunión Anglicana, entre otras.
- Oswaldo de Bernicia, también conocido como Oswaldo de Northumbria (604-642), se lo venera en las Iglesias católica y ortodoxa, y en la Comunión Anglicana.
- Amando de Maastricht (ca. 584-ca. 679).
- Guillermo de Rubruk (ca. 1220–ca. 1293), franciscano enviado en misión desde Constantinopla para evangelizar a los tártaros.
- Juan de Montecorvino (1247-1328), misionero franciscano, fundador de las misiones católicas en India y China.
- Odorico de Pordenone (1265-1331), misionero franciscano que atravesó Asia, desde el mar Negro hasta el extremo oriental de China.
- Jordanus Catalani (1321-1330), dominico catalán, misionero y explorador de África y Asia, en particular de la India.
- Francisco Álvares (ca. 1465-1536/1541), misionero portugués en Etiopía.
- Luis de Cáncer (?-1549), dominico misionero en América Central, el Caribe y Florida, apaleado hasta la muerte en la bahía de Tampa.
- Juan de Padilla (1500–1542), franciscano de Andalucía que misionó en América del Norte. Murió en Kansas a manos de los nativos y se lo considera uno de los primeros mártires cristianos de EE. UU.
- Alonso de Bárcena (1528-1598), jesuita español, lingüista y misionero en América.
- José de Anchieta (1534–1597), jesuita español misionero en Brasil.
- Alessandro Valignano (1539-1606), jesuita misionero que coadyuvó a la introducción del cristianismo en el Lejano Oriente, en especial en Japón.
- Luis de Bolaños (ca. 1549-1629), fraile español de la Orden de Frailes Menores, uno de los iniciadores del sistema de reducciones en el actual territorio del Paraguay y de la Argentina.
- Matteo Ricci (1552-1610), jesuita italiano, misionero en China durante casi tres décadas.
- Roberto de Nobili (1577–1656), jesuita italiano, misionero en el sur de la India, uno de los primeros europeos en obtener un profundo conocimiento del idioma tamil y del sánscrito.
- Alexandre de Rhodes (1591-1660), jesuita francés, misionero en Asia, evangelizó en India, Indochina y Persia. A él se debe el  desarrollo del alfabeto vietnamita y la iniciación de la Sociedad de las Misiones Extranjeras de París.
- Juan de Brébeuf (1593-1649), misionero jesuita francés pionero en la evangelización de Canadá, en particular del pueblo hurón. Martirizado por los iroqueses.
- Francisco Fernández de Capillas (1607–1648), fraile dominico, sacerdote y misionero español en Filipinas y en China donde padeció el martirio. Se lo identifica como el protomártir de China.
- Isaac Jogues (1607-1646), jesuita francés, misionero en Canadá, uno de los ocho mártires de América del Norte, decapitado por los mohawk cerca de Auriesville
- René Goupil (1608-1642), misionero jesuita muerto por el hacha de un iroqués en Ossernenon, Auriesville. Canonizado por Pío XI en 1930.
- António Vieira (1608-1697) jesuita portugués, misionero en tierras brasileñas, defensor de los derechos humanos de los pueblos indígenas.
- Pedro de San José de Betancur (1626-1667), misionero franciscano español en Guatemala.
- Jacques Marquette (1637-1675), jesuita francés, fundador del primer asentamiento europeo en Míchigan. Junto con Louis Jolliet, fue el primer europeo en explorar el curso alto del río Misisipi.
- Eusebio Francisco Kino (1645–1711), jesuita italiano, misionero en la Península de California, y en Pimeria Alta (actualmente, estados de Sonora y Arizona).
- Junípero Serra (1713-1784) fraile franciscano español, evangelizador y fundador de varias misiones de la Alta California.
- Luis Jaume (1740-1775) fraile franciscano español, seguidor de Junípero Serra. Misionero y mártir en la Alta California, uno de los mártires más importantes del momento en Estados Unidos.
- Fermín Lasuen (1736-1803), fraile franciscano español, fundador de nueve misiones en territorio de Alta California.
- Alexis Bachelot (1796-1837), lideró la primera misión católica permanente para el Reino de Hawái.
- Jean-Rémy Bessieux (1803–1876), misionero francés fundador de la primera misión católica en Gabón.
- Peter Richard Kenrick (1806-1896), misionero irlandés en los EE. UU., primer arzobispo católico al oeste del río Misisipi.
- Évariste Régis Huc (1813-1860), vicentino francés, misionero en China, famoso por sus viajes por China, Tartaria y el Tíbet.
- José Freinademetz (1852-1908), miembro de la Sociedad del Verbo Divino, misionero en China. Se contagió de tifo al cuidar enfermos en una epidemia, y murió al sur de la provincia de Shandong. Canonizado por Juan Pablo II.
- Anton Docher (1852-1928), franciscano francés, misionero en Nuevo México, defensor de los indios.
- Libert H. Boeynaems (1857-1926), belga miembro de la congregación de los padres de los Sagrados Corazones de Jesús y María (Picpus), misionero en Hawái tras los pasos de Damián de Molokai, fue cuarto vicario apostólico en el Vicariato Apostólico de las Islas Hawái, hoy diócesis de Honolulú.
- Segundo Llorente (1906-1989), filósofo y escritor jesuita español, misionero en Alaska por más de cuarenta años.
- Gabriele Allegra, O.F.M. (1907-1976), misionero en China, autor de la primera traducción completa de la Biblia católica al idioma chino.
- Giacomo Bini (1938-2014), sacerdote franciscano italiano, misionero en Ruanda en 1983, donde estableció la orden de los frailes menores.
- Carlos Felipe Ximenes Belo (1948- ), nacido en Timor Oriental, misionero en Maputo, Mozambique, desde 2004. Recibió el Premio Nobel de la Paz en 1996.
- Ugo de Censi (1924-2018), misionero salesiano.

### En la Iglesia anglicana

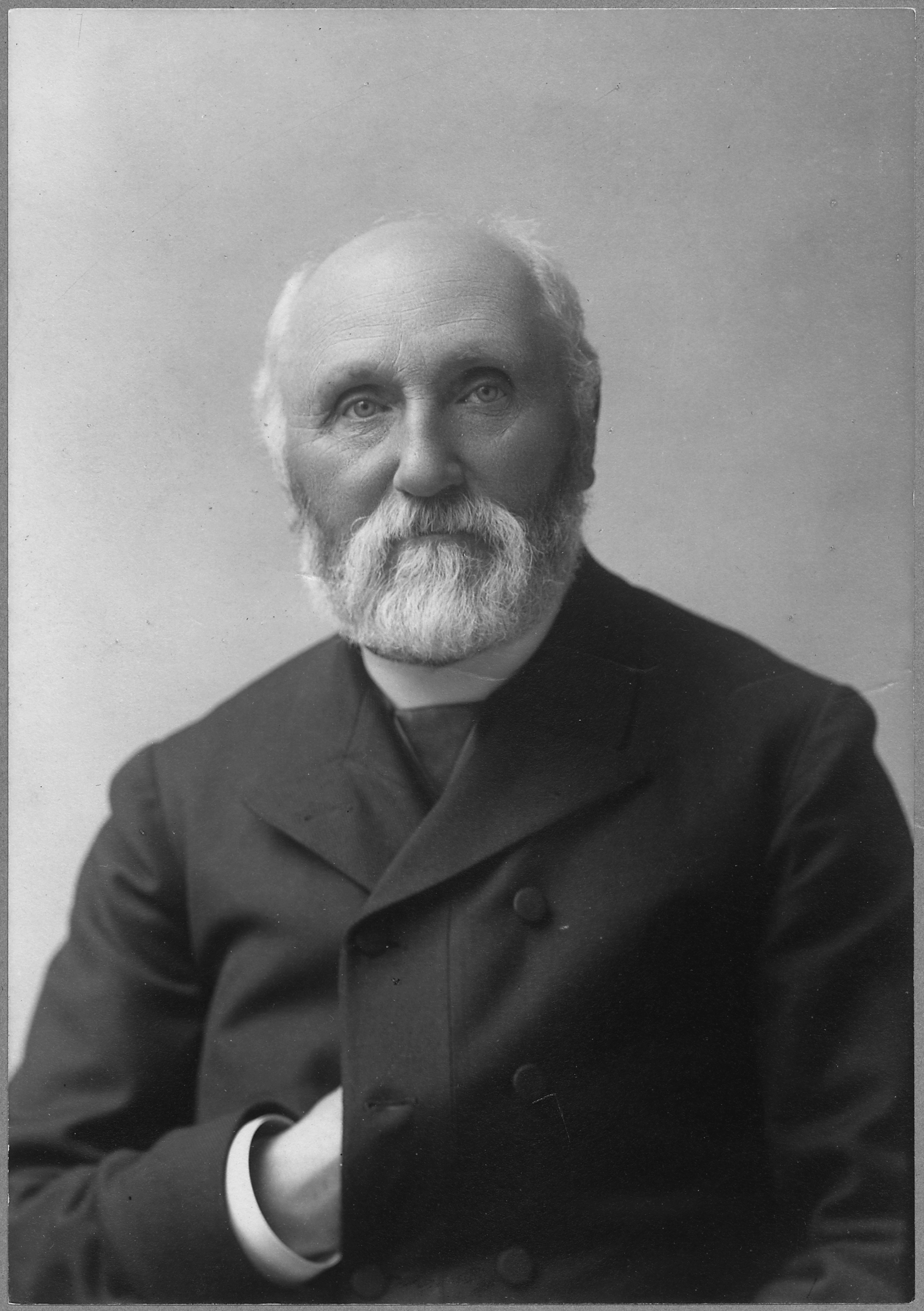
William Duncan (1832–1918), misionero anglicano.

- Geoffrey Bingham, misionero en Pakistán.
- Sigismund Wilhelm Koelle, misionero alemán en Sierra Leona.
- James Blair, escocés, misionero en la colonia de Virginia.
- William Duncan, misionó entre los tsimshian.
- James Hannington, misionero y santo anglicano asesinado en Uganda.
- Robert Machray, misionero y primer primado de la Iglesia de Inglaterra en Canadá.
- Samuel Marsden, misionero en Australia.
- Henry Martyn, misionero en India.
- William Mitchell, reverendo misionero en India.
- Charles William Pearson, pionero de la Iglesia de Uganda.
- Henry Townsend, misionero en África Occidental.
- Cecil Tyndale-Biscoe, misionero en Cachemira.
- Walter Weston, misionero en Japón.
- John Burdett Wittenoom, misionero en Australia.
- Gladys Aylward, misionera en China y Taiwán.
- Samuel Lyde, misionero de los alauitas de Siria.
- Thomas Bridges,  misionero inglés, fue el primer hombre blanco en vivir en Tierra del Fuego.
- Allen Francis Gardiner, misionero anglicano británico que tuvo una importante actuación entre los yámana, indígenas del extremo austral de América del Sur.

### En las Iglesias protestantes

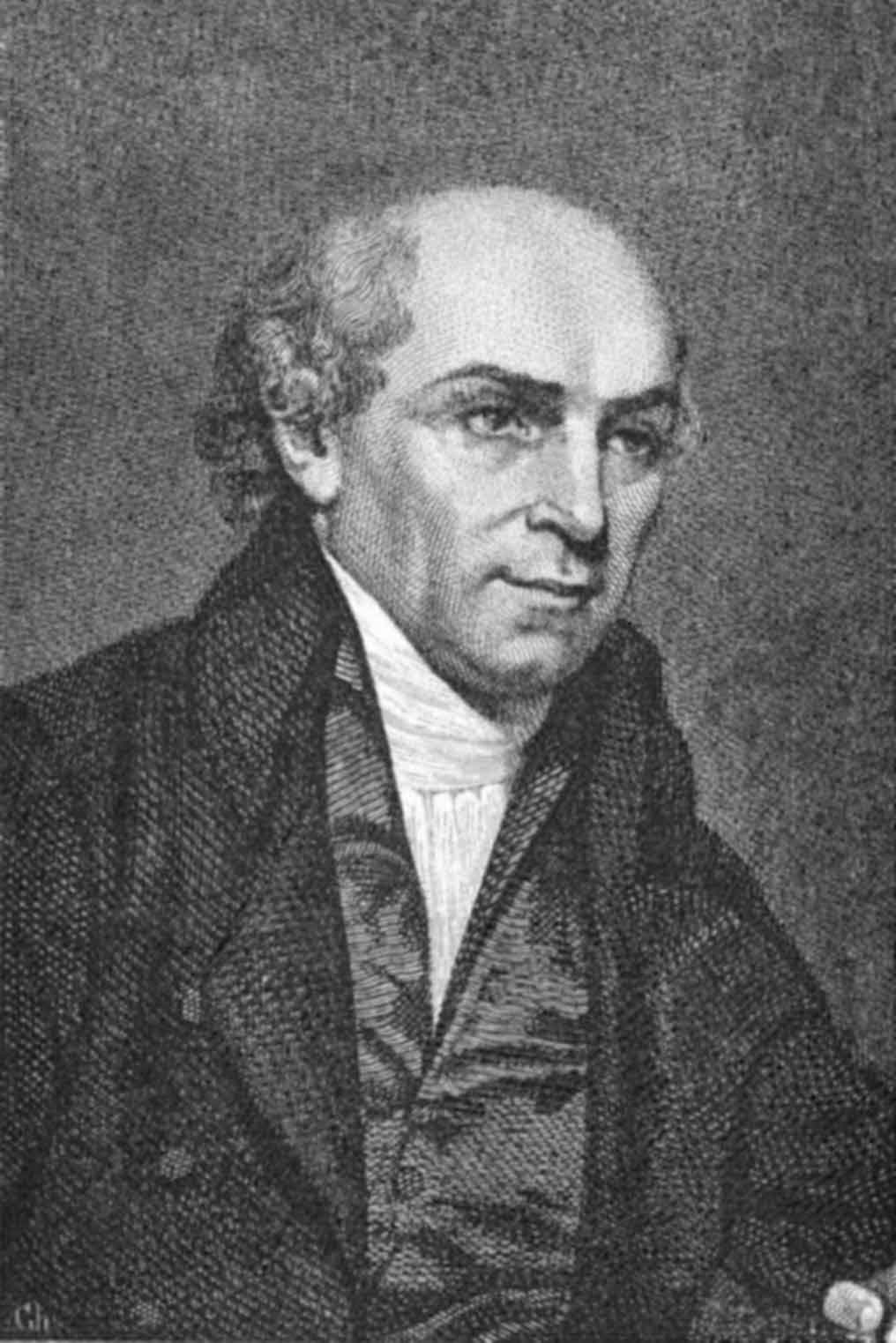
William Carey, padre de las misiones modernas.

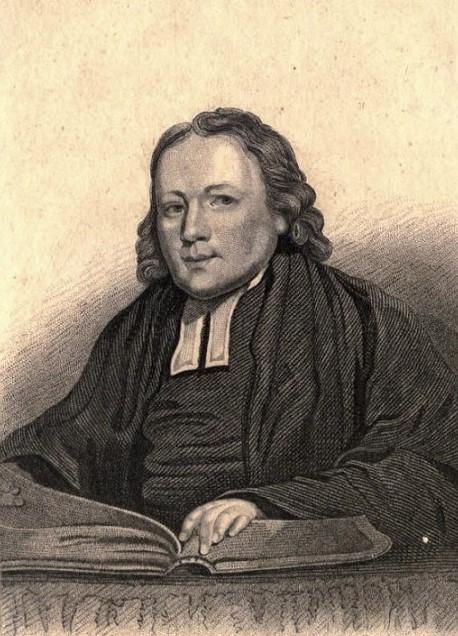
Thomas Coke (1747-1814)

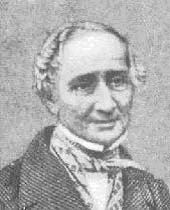
Anthony Norris Groves (1795-1853), misionero inglés, uno de los fundadores de los Hermanos de Plymouth y padre de las «Misiones de fe».

Las denominaciones cristianas protestantes también cuentan con una larga historia misionera, entre las llamadas denominaciones históricas encontramos a los bautistas, metodistas, presbiterianos, anglicanos, luteranos etc. Los que más se han distinguido por su herencia misionera ha sido la denominación bautista. 

#### En la Iglesia bautista
- James Hudson Taylor, misionero bautista inglés en China y fundador de la "Misión al Interior de China" (China Inland Mission), conocido ahora como OMF Internacional.
- Lauran Bethell, misionera en Tailandia y Europa oriental.
- John Birch, misionero bautista asesinado en China.
- Joseph Booth, misionero en la actual Malaui.
- William Carey, misionero en India, fundador de la Sociedad Misionera Bautista.
- Issachar Jacox Roberts, misionero bautista estadounidense en China.
- Adoniram Judson, misionero estadounidense en Birmania.
- George Lisle, primer misionero estadounidense, sirvió en Jamaica.
- Isaac McCoy, misionero en las Indias Occidentales.
- Lottie Moon, misionero en la China.
- Anna Seward Pruitt, misionera que trabajó con Lottie Moon en el norte de China.
- C.W. Pruitt, misionero en el norte de China.
- Anne van der Bijl (Hermano Andrés), misionero bautista famoso por sus hazañas como contrabandista de biblias en los países comunistas durante el apogeo de la Guerra Fría.
- George Verwer, misionero evangelista y fundador de la organización cristiana internacional "Operación Movilización" (OM).
- Francisco Lacueva Lafarga, licenciado, doctor en teología y misionero bautista español.

#### En la Iglesia luterana
- Oskar von Barchwitz-Krauser, pastor evangélico y misionero alemán, comisionado por el Gobierno de Chile para que se trasladara a Alemania, y una vez allí, seleccionara a un grupo de familias para colonizar la zona de Contulmo.
- Bodil Catharina Biørn, misionera noruega entre la población armenia en la parte oriental de Turquía.

#### En la Iglesia metodista
- George Whitefield, ministro de la Iglesia de Inglaterra, miembro destacado del movimiento metodista, misionó en las colonias americanas del Imperio británico.
- John Wesley, misionero en Europa y América, inspirador del movimiento metodista.
- Young John Allen, misionero en la Dinastía Qing.
- Francis Burns, misionero en Liberia.
- Thomas Coke, padre de las misiones metodistas.
- Sioeli Nau, misionero en Fiyi y Tonga.
- Francis Dunlap Gamewell, misionero en China, jefe de fortificaciones en el sitio de las legaciones internacionales, durante el levantamiento de los bóxers.
- George Richmond Grose, misionero en China.
- Joseph Crane Hartzell, misionero estadounidense en África.
- Eli Stanley Jones, misionero estadounidense en India.
- Walter Russell Lambuth. Nacido en Shanghái, trabajó como misionero estableciendo hospitales y escuelas en China, Corea y Japón.
- J. P. Martin, escritor inglés y ministro metodista, misionó en Sudáfrica.
- Dorothy Ripley, misionera inglesa, hija de un predicador metodista, se estableció en EE. UU. donde luchó por la mejora de las condiciones de los esclavos.
- Samuel Evans Rowe, misionero en Sudáfrica.
- Isaiah Benjamin Scott, teólogo y educador estadounidense, sirvió como misionero en Liberia.
- Dillman Bullock, misionero metodista y agrónomo estadounidense avecindado en Chile que destacó como naturalista y coleccionista de especies.

#### En los Hermanos de Plymouth
- Anthony Norris Groves, misionó en Bagdad donde estableció la primera misión protestante en un país de lengua árabe; luego estuvo en Persia, hoy Irán, y posteriormente en la India.
- George Müller, realizó una serie de viajes misioneros por Estados Unidos, India, China, y Australia.
- Jim Elliot, misionero en Ecuador que murió asesinado junto a otros cuatro misioneros al intentar evangelizar a la tribu Huaorani.

#### En la Iglesia congregacional
- Hedley Bunton, misionero en China.
- Samuel Dyer, misionero en China.

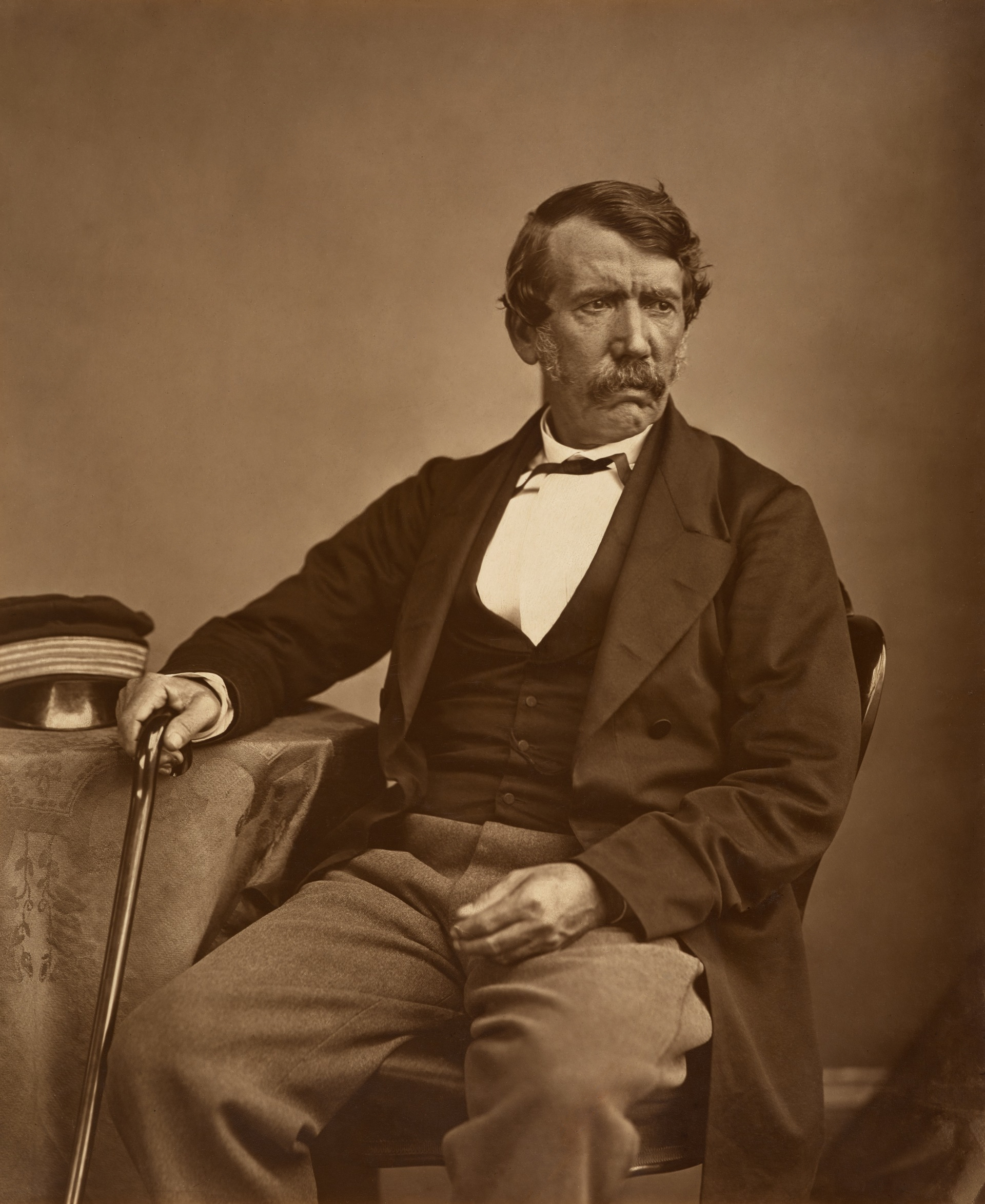
David Livingstone (1813–1873)

- William Ellis, misionero en Pacífico Sur.
- Cyrus Hamlin, misionero estadounidense en Turquía.
- David Livingstone, misionero y explorador en África.
- Robert Moffat, misionero escocés en África.
- Peter Parker, misionero y doctor en China.
- Hiram Bingham II, misionero en Hawái e Islas Gilbert.
- Betsey Stockton, misionera en Hawái.
- John Williams, congregacionalista en el Pacífico Sur.
- Jonathan Edwards (teólogo).
- Eric Henry Liddell, atleta escocés campeón olímpico de los 400 metros lisos en los Juegos Olímpicos de París 1924, que sirvió como misionero protestante en China. Su historia fue llevada al cine en la película Carros de Fuego (1981).

#### En la Iglesia presbiteriana

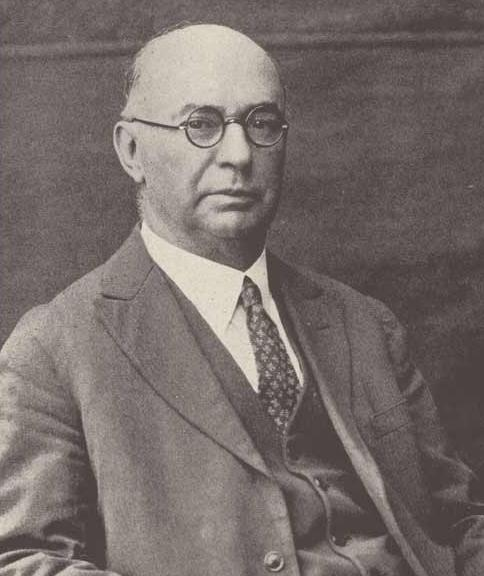
William James Wanless (1865–1933).

- William James Wanless, cirujano y misionero presbiteriano, fundador de la primera misión médica en Miraj, India en 1894.
- Hunter Corbett, pionero misionero estadounidense en Yantai y en Shandong, China.
- William Chalmers Burns, misionero en China.
- Alexander Duff, misionero en India.
- William Imbrie, misionero estadounidense en Japón.
- Samuel Kirkland, figura de la revolución norteamericana, realizó trabajo misionero entre los tuscaroras.
- Eric Liddell, escocés, atleta en los Juegos Olímpicos de París 1924, fue luego misionero en China.
- Alexander Murdoch Mackay, misionero en Uganda.
- George Leslie Mackay y James Laidlaw Maxwell, dos de los primeros misioneros modernos en Taiwán.
- Robert Morrison, inglés, primer misionero protestante en China.
- John Gibson Paton, misionero escocés en las Nuevas Hébridas, ahora parte de las islas Vanuatu.
- Mary Slessor, misionera escocesa en Nigeria.
- Absalom Sydenstricker, misionero en China, padre de Pearl S. Buck.
- Bill Majors, misionero estadounidense en Corea.
- John Lawrence Goheen, misionero, administrador de Ichalkaranji, en la India británica.
- Amy Carmichael.
- David Brainerd.
- Pearl S. Buck, misionera estadounidense en China y escritora, ganadora del Premio Nobel de Literatura en 1938.
- Félix Moreno Astray, exsacerdote católico, pastor, misionero y escritor español.
- João Ferreira de Almeida, misionero e importante personalidad del protestantismo portugués, especialmente conocido por haber traducido la Biblia en el portugués.
- James Curtis Hepburn, médico y misionero presbiteriano estadounidense. Se le conoce por el sistema de romanización Hepburn (ヘボン式ローマ字 Hebon-shiki Rōmaji?) para la transliteración de la lengua japonesa al alfabeto latino, sistema que popularizó en su diccionario japonés-inglés.

#### En las Iglesias evangélicas
- Pilipo Miriye, primer misionero evangélico desde Papúa Nueva Guinea hasta Nigeria.
- Rodolfo González Cruz, misionero evangélico y escritor cubano conocido por su papel en la historia del Movimiento Misionero Mundial en el Perú.

#### En la Hermandad de Moravia
- Christian David, misionero en Greenland, Livland y Pensilvania.
- Anna Nitschmann.
- David Nitschmann der Bischof, obispo moraviano y misionero en Pensilvania.
- August Gottlieb Spangenberg, cabeza de la Iglesia moraviana en América en sus primeros tiempos.
- David Zeisberger, misionero moraviano conocido por su papel en la historia de los indios de los indígenas de Lenape.
- Nicolaus Ludwig Zinzendorf, renovador de la Iglesia moraviana.

### En otras confesiones

#### En la Iglesia de Jesucristo de los Santos de los Últimos Días

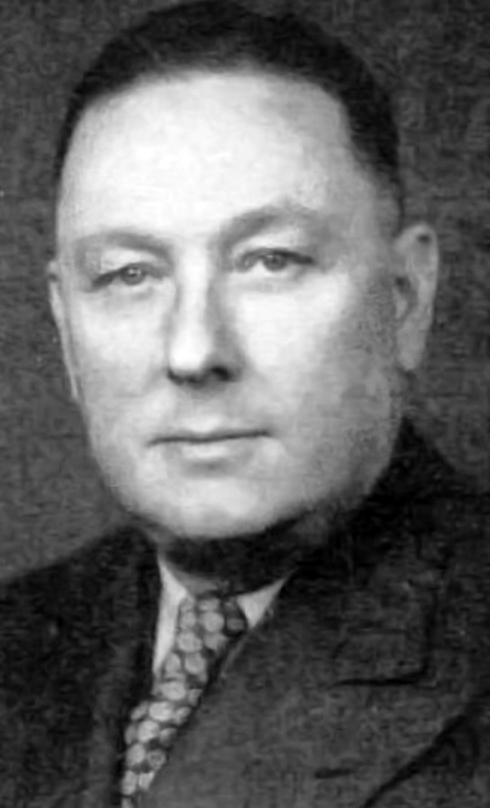
Matthew Cowley (1897–1953)

La Iglesia de Jesucristo de los Santos de los Últimos Días tiene programas misionales activos y extensivos, en 399 misiones a través de sus representantes conocidos como misioneros. Las misiones de tiempo completo, son para hombres solteros a partir de los 18 años, y para mujeres solteras a partir de los 19 años, hasta los 25 años, aunque también existen los matrimonios misioneros. Estas misiones se realizan, en el caso de los hombres, durante 24 meses y para las mujeres, durante 18 meses.
Entre sus figuras se recuerda a:
- Samuel Smith, primer misionero de la Iglesia de Jesucristo de los Santos de los Últimos Días.
- Brigham Young, misionero en las islas británicas.
- Wilford Woodruff, misionero en las islas británicas.
- Heber C. Kimball, misionero en las islas británicas.
- Orson Hyde, misionero en Europa y Tierra Santa.
- Parley P. Pratt, misionero en el sur y medio oeste de EE. UU., Canadá y América del Sur.
- Joseph F. Smith, misionero en el Archipiélago de Hawái a los 15 años.
- Matthew Cowley, misionero entre los maoríes de Nueva Zelanda.

#### En los Testigos de Jehová
En el caso de los Testigos de Jehová, la Escuela Bíblica de Galaad de la Watchtower que imparte para su mejor preparación un curso de seis meses en el que se forma a ministros jóvenes de ambos sexos para el servicio misional en el extranjero. Este servicio misional consiste en la predicación pública del mensaje de la Biblia. Todos los testigos de Jehová dedican tiempo regularmente a predicar de casa en casa y en lugares públicos, pero los que participan en el servicio misional dedican la mayor parte de su tiempo a esta labor, no a tareas humanitarias o sociales; a no ser que se presenten situaciones de emergencia en la comunidad, en cuyo caso participan en programas de socorro organizados por los Testigos.
La Escuela Bíblica para Varones Solteros prepara durante dos meses a ancianos y siervos ministeriales solteros para asignaciones teocráticas especiales. También existen la Escuela del Ministerio del Reino, en la que los ancianos (pastores) y siervos ministeriales reciben instrucción periódica sobre sus responsabilidades organizativas, de enseñanza y de pastoreo en la congregación, la Escuela del Servicio de Precursor, que enseña a los evangelizadores de tiempo completo a ser más eficaces en la predicación, y la Escuela del Ministerio Teocrático, un curso semanal sobre oratoria bíblica para todos los testigos de Jehová.

## Citas bíblicas
1. ↑  Lucas 9, 48; Lucas 10, 16.
2. ↑  Marcos 1, 38.
3. ↑  Mateo 5, 17.
4. ↑  Marcos 2, 17.
5. ↑  Lucas 19, 10.
6. ↑  Marcos 10, 45.
7. ↑  Juan 4, 34; Juan 6, 38.
8. ↑  Juan 9, 4.
9. ↑  Juan 8, 26.
10. ↑  Juan 11, 42; Juan 17, 8.
11. ↑  Lucas 9, 1.
12. ↑  Marcos 16, 15.
13. ↑  Mateo 10, 16.
14. ↑  Lucas 10, 1.
15. ↑  Hechos 9, 15.
16. ↑  1 Corintios 9, 27.